# Wattisham Airfield

i7
i11
i13
Das Wattisham Airfield (auch Wattisham Flying Station, ICAO-Code: EGUW) ist ein Militärflugplatz der British Army östlich des Dörfchens Wattisham in der Grafschaft Suffolk, England. Als Haupteinsatzstützpunkt der Apache AH1-Kampfhubschrauber ist sie der größte britische Heeresflieger-Flugplatz.
Prince Harry war hier ab Anfang 2012 für einige Jahre als Richtschütze eines Apache stationiert.

## Geschichte

### RAF Wattisham
Der Bau des Flugplatzes begann im Zuge der Hochrüstung im Vorfeld des Zweiten Weltkrieges, die Royal Air Force Station Wattisham (kurz RAF Wattisham) wurde am 5. April 1939 eröffnet. Bei Kriegsausbruch lagen hier zwei Staffeln, die 107. und die 110. Squadron, die mit Blenheim-Bombern ausgerüstet waren. Am 4. September 1939, gerade einmal 29 Stunden nach Großbritanniens Kriegserklärung an Deutschland, startete von Wattisham der erste Bombenangriff des RAF Bomber Command auf das Deutsche Reich, Ziel war der Marinestützpunkt Wilhelmshaven. Anfang 1942 stationierte die RAF hier Beaufighters, bevor die Station nach Oktober den United States Army Air Forces übergeben wurde.

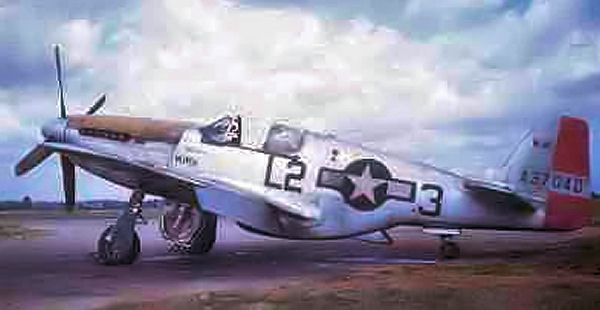
P-51, Wattisham, 1944/1945

Die Basis wurde zunächst zum Betrieb schwerer Bomber ausgebaut, unter anderem durch die Errichtung von Beton-Start- und Landebahnen. Es wurden hier jedoch letztendlich von Mai 1944 bis November 1945 drei Staffeln Begleitjäger stationiert. Sie bildeten die 479. Fighter Group die anfangs mit P-38 und ab September 1944 mit P-51 ausgerüstet war. Eine Maschine der 479. war die erste alliierte Maschine, die am 29. Juli 1944 in einen Luftkampf mit einem deutschen Düsenjäger verwickelt wurde und sie erzielte am 25. April 1945 auch den letzten Abschuss gegen die Luftwaffe.
Nach dem Krieg übernahm erneut die RAF die Station und baute sie 1949 aus. Ab 1950 wurde RAF Wattisham erneut Basis von Jagdflugzeugen, die Nachtjagd-Version des ersten britischen Düsenjägers Meteor NF11 der 152. Squadron lag hier. Diese wurden 1954 durch zwei Staffeln Allwetter-Jagdflugzeuge vom Typ Hunter ersetzt, die ihrerseits 1960 den Mach 2- schnellen Lightnings Platz machten. Der letzte RAF-Flugzeug-Typ, der in RAF Wattisham stationiert war, war ab 1974 die Phantom, sie stand unter anderem im Dienst der 74. Squadron. Mit deren Außerdienststellung kurz nach dem Ende des Kalten Krieges endete der Flugbetrieb in Wattisham als RAF-Station im Oktober 1992.

### Wattisham Airfield
Im März 1993 übernahm die British Army die Einrichtung. Wattisham wurde neuer Stationierungsort zweier Army Air Corps-Regimenter, die zuvor als Teil der Britischen Rheinarmee in Westfalen (Soest und Detmold) lagen. Zwischen 1995 und August 2015 unterhielt die 22. Squadron der RAF hier eine Außenstelle. Deren ‘B’-Flight hielt hier in der Regel zwei Sea King HAR3A SAR-Hubschrauber bereit.

## Heutige Nutzung
Die Basis ist seit Mitte der 1990er Jahre Heimat des 3. (seit 1993, zuvor Salamanca Barracks, Flugbetrieb vom Flugplatz Soest, Soest) und des 4. Regiments (seit 1995, zuvor Hobart Barracks, Detmold) des Army Air Corps, denen zunächst je drei Staffeln Apache AH.1 zugeordnet waren. Im Zuge einer Restrukturierung wurde eine der Staffeln des letzteren, die 654. Squadron, im Juli 2014 deaktiviert. Die Umrüstung auf die neue Version AH-64E der Apache erfolgte zwischen Ende 2021 und Frühjahr 2024.
Daneben gibt es einige weiterer nichtfliegende Verbände der Army.